# Пшонка, Артём Викторович
Артём Викторович Пшонка (род. 19 марта 1976, Краматорск, Донецкая область) — украинский политик, юрист, правовед, народный депутат Украины, член Партии регионов.  Сын бывшего генпрокурора Украины Виктора Пшонки.

## Образование
В 1999 — Донецкий государственный университет, специальность — «Правоведение».
В 2006 — Национальная юридическая академия Украины им. Ярослава Мудрого. Защитил кандидатскую диссертацию «Дисциплинарная ответственность прокуроров».

## Карьера
В 1998—2005 — стажер, помощник, старший помощник, заместитель прокурора. Краматорска. Июль 2005-апрель 2006 — старший помощник прокурора Кировского района г.. Донецкая
Народный депутат Украины 5-го созыва апреля 2006-ноябрь 2007 от Партии регионов, № 128 в списке. На время выборов: старший помощник прокурора Кировского района г.. Донецкая, беспартийный. Член Комитета по вопросам борьбы с организованной преступностью и коррупцией (с июля 2006), председатель подкомитета по вопросам контроля за исполнением законов уполномоченными государством органами на борьбу с организованной преступностью и коррупцией, член фракции Партии регионов (с мая 2006)
Народный депутат Украины 6-го созыва с ноября 2007 от Партии регионов, № 149 в списке. На время выборов: народный депутат Украины, член ПР, член фракции Партии регионов (с ноября 2007)
На парламентских выборах 2012 выдвинут кандидатом в депутаты Верховной Рады Украины от Партии регионов по одномандатному мажоритарному избирательному округу № 81. По результатам голосования одержал победу набрав 65,44 % голосов избирателей.

## Государственные награды
- Орден «За заслуги» II ст. (24 августа 2013) — за значительный личный вклад в государственное строительство, социально-экономическое, научно-техническое, культурно-образовательное развитие Украины, весомые трудовые достижения и высокий профессионализм[3].
- Орден «За заслуги» III ст. (24 августа 2012) — за значительный личный вклад в социально-экономическое, научно-техническое, культурно-образовательное развитие Украинского государства, весомые трудовые достижения, многолетний добросовестный труд и по случаю 21-й годовщины независимости Украины[4].

## Семья
- Отец — Виктор Павлович Пшонка — Генеральный прокурор Украины (2010—2014).
- Мать — Ольга Геннадиевна Пшонка — кандидат экономических наук, первый вице-президент Донецкой торгово-промышленной палаты.
  - Жена — Панченко Ольга Николаевна (род. 1977) — домохозяйка; в браке до 2014 г.
    - Дочь — Панченко Мария Артёмовна (род. 1998)
    - Дочь — Панченко София Артёмовна (род. 2011)